# Абдалгюлабли
Абдалгюлабли (азерб. Abdalgülablı) — село в Рівнинному Карабасі. Згідно з адміністративно-територіальним поділом невизнаної Нагірно-Карабахської Республіки, контролюючої село з 1993 року, розташоване в Аскеранському районі НКР, згідно з адміністративно-територіальним поділом Азербайджану - в Агдамському району Азербайджану.
Село складається з двох сусідніх сіл: Абдал (Абдалли) на заході і Гюлабли на сході .